# Pomella
Pomella es un género de caracoles de agua dulce con opérculo, pertenecientes a la familia Ampullariidae. Como otros miembros de esta familia son anfibios, pudiendo abandonar el agua para desovar.
La distribución de la género Pomella incluye Surinam, Guayana Francesa, Brasil, Paraguay, Uruguay y Argentina.

## Especies
Hay tres especies descriptas en el género Pomella
- Pomella americanista, (Ihering, 1919)
- Pomella megastoma (Sowerby, 1825)
- Pomella sinamarina (Bruguière, 1792)

## Galería de imágenes

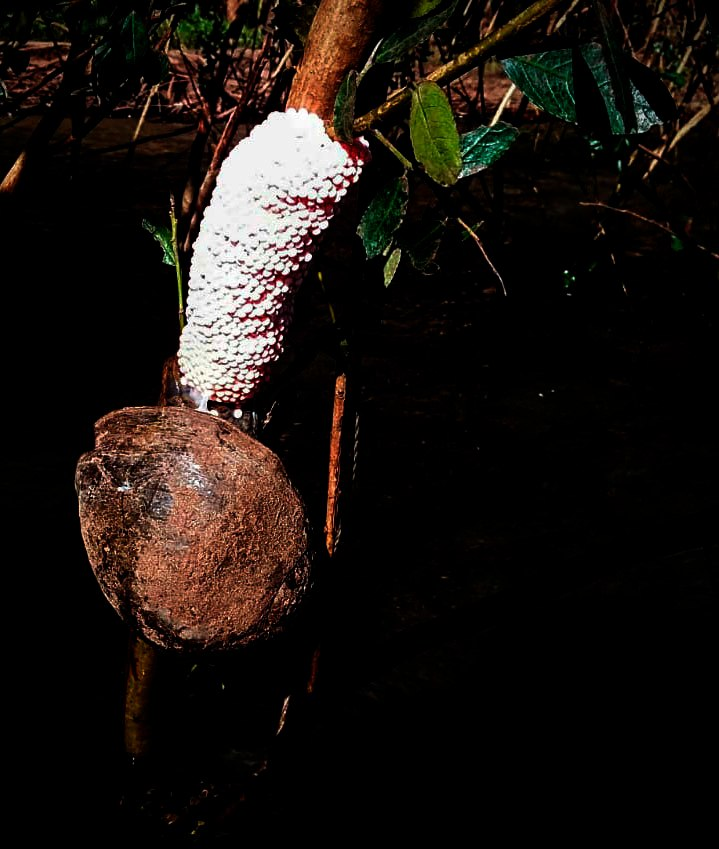
Desove Pomella megastoma
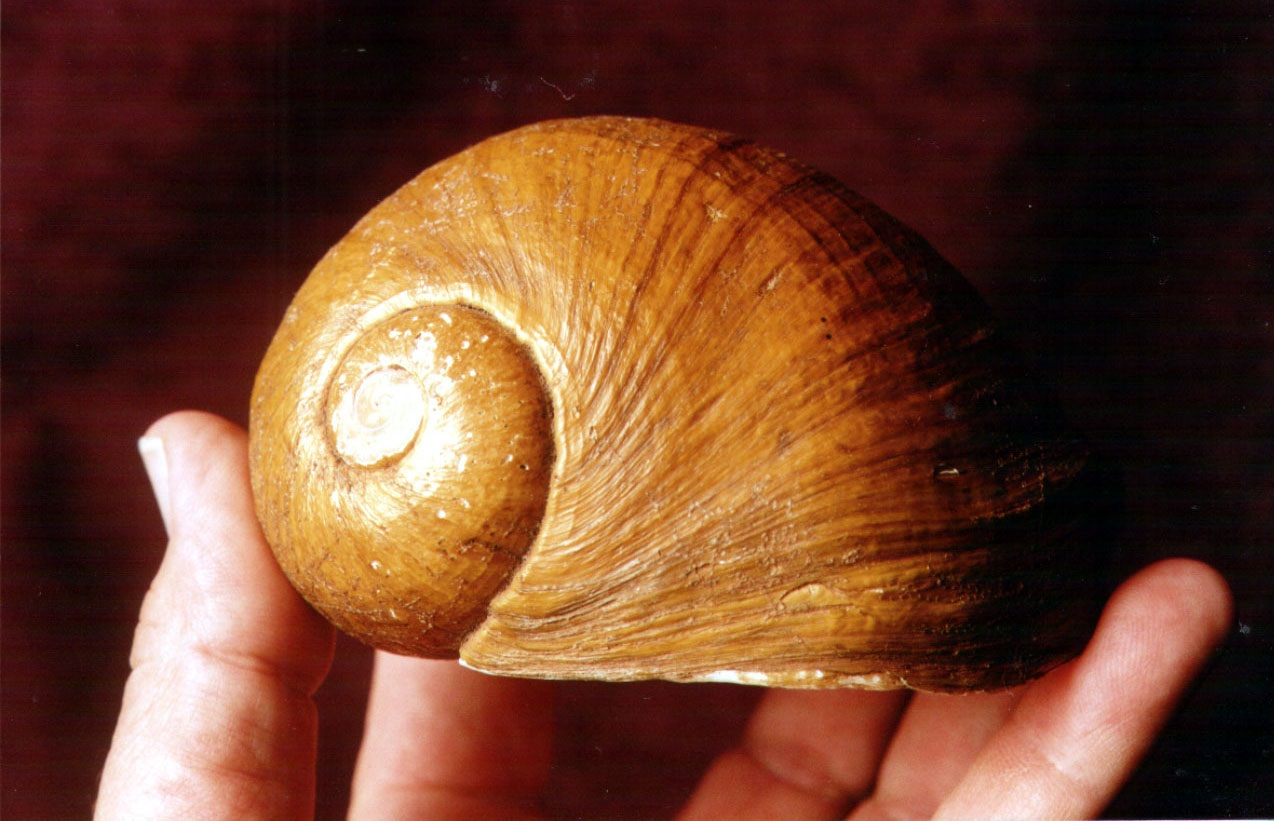
Pomella megastoma